# Borisz Jevhenovics Paton
Borisz Jevhenovics Paton (ukránul: Борис Євгенович Патон; Kijev, 1918. november 14.– 2020. augusztus 19.) ukrán mérnök, tudós és politikus. 1962-től 2020-ig az Ukrán Nemzeti Tudományos Akadémia elnöke volt. Fő tudományos kutatási területe a fémek hegesztése. 1953-tól az apja, Jevgenyij Paton nevét viselő, elektromos hegesztéssel foglalkozó kutatóintézet igazgatója volt. Az elektronsugaras hegesztés, a plazmahegesztés és lézeres hegesztés területén is kiemelkedő eredményeket ért el. A nevéhez fűződik a világűrben használt első hegesztőberendezés megalkotása. Később érdeklődése az élő, biológiai szövetek hegesztésének problémakörére is kiterjedt.
Negyedszázadon át, 1966-tól 1991-es megszűnéséig tagja volt a Szovjetunió Kommunista Pártja Központi Bizottságának, felülmúlva ezzel számos jelentős szovjet politikust. 1962 és 1989 között tagja volt a Szovjetunió Legfelsőbb Tanácsának (Kijev egy részét képviselte a Szövetségi Tanácsban, 1966 és 1989 között pedig a Szövetségi Tanács egyik elnökhelyettese is volt. E tisztségei mellett 1963 és 1980 között az Ukrán SZSZK Legfelsőbb Tanácsa Elnökségének is tagja volt.

## Életrajza
1918. november 14-én, az akkor független ukrán Hatmanátus fővárosában, Kijevben született. A személyi dokumentumaiban azonban november 27. szerepel születési dátumként. Apja a születésekor a Kijevi Műszaki Főiskolán tanító Jevgenyij Paton, aki később a fémek elektromos hegesztése terén ért el jelentős eredményeket. Anyja, Natalija Budde (1885–1971) a háztartás vezette. Anyai ágon Viktor Budde balti német származású orosz gyalogsági tábornok unokája. Bátyja Volodimir Paton (1917–1987) mérnök, aki szintén tudományos területen dolgozott. 
A Kijevi Műszaki Főiskolán tanult, ahol 1941-ben villamosmérnöki végzettséget szerzett. 1941–1942-ben Gorkijban, az akkor mozdonyokat, harckocsikat és tengeralattjárókat előállító Krasznoje Szormovo gépgyár elektrotechnikai laboratóriumában dolgozott mérnökként.